# ワカイアカム郡 (ワシントン州)
ワカイアカム郡（英: Wahkiakum County、[wəˈkaɪ.əkʌm]）は、アメリカ合衆国ワシントン州の南西隅に位置する郡である。2010年国勢調査での人口は3,978人である。チヌーク族インディアンの酋長ワカイアカム（背の高い木材の意）に因んで名付けられた。ワシントン州の郡では総面積が最も小さく、また陸面積ではサンフアン郡とアイランド郡に次いで3番目に小さい。郡庁所在地はキャスラメットの町であり、郡内では最大かつ唯一の法人化自治体である。ワカイアカム郡フェリーを運航しており、キャスラメットとコロンビア川を隔てるオレゴン州クラトソップ郡ウェストポートとを繋いでいる。ワカイアカム郡は1854年4月25日にカウリッツ郡から分離して設立された。

## 地理
アメリカ合衆国国勢調査局に拠れば、郡域全面積は287平方マイル (743km2)であり、このうち陸地は264平方マイル (684 km2)、水域は22平方マイル (58 km2)で水域率は7.83%である。

### 特徴的な地形
- コロンビア川
- エロコマン川
- グレイズ川
- ピュージェット島

### 隣接する郡
- パシフィック郡 - 北西
- ルイス郡 - 北、北東
- カウリッツ郡 - 東、南東
- コロンビア郡 (オレゴン州) - 南、南東
- クラトソップ郡 (オレゴン州) - 南、南西

### 国立保護地域
- ジュリア・バトラー・ハンセン国立野生生物保護区（部分）

## 著名な住人
- クリス・ノヴォセリック、シアトルのグランジ・バンド、ニルヴァーナの元ベース奏者
- ロバート・マイケル・パイル、鱗翅類研究家、著作家

## 人口動態

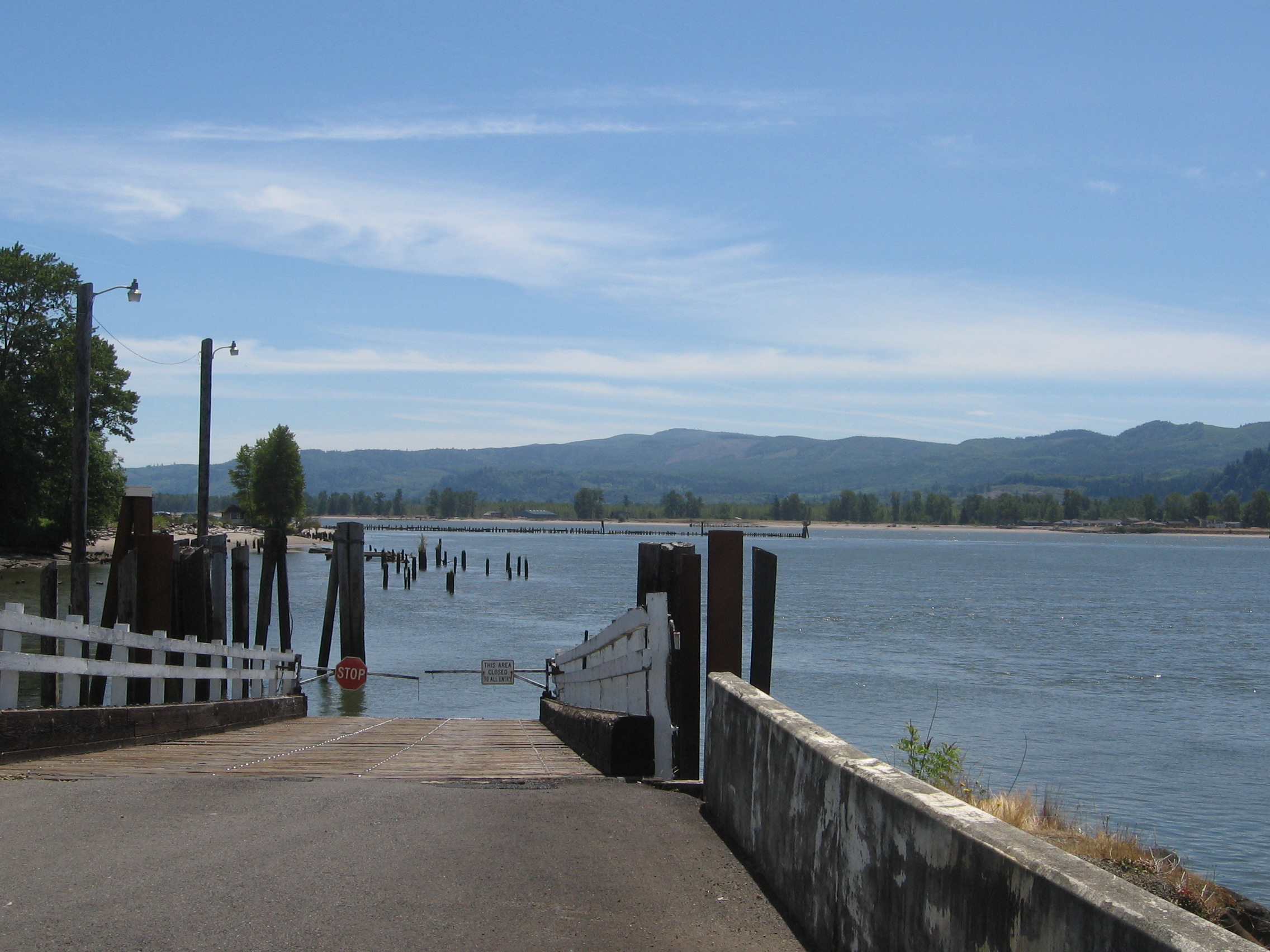
ワカイアカム郡フェリー乗り場

以下は2000年の国勢調査による人口統計データである。
| 基礎データ - 人口: 3,824人 - 世帯数: 1,553 世帯 - 家族数: 1,108 家族 - 人口密度: 6人/km2（14人/mi2） - 住居数: 1,792軒 - 住居密度: 3軒/km2（7/mi2） 人種別人口構成 - 白人: 93.46% - アフリカン・アメリカン: 0.26%% - ネイティブ・アメリカン: 1.57% - アジア人: 0.47% - 太平洋諸島系: 0.08% - その他の人種: 1.65% - 混血: 2.51% - ヒスパニック・ラテン系: 2.56% 先祖による構成 - ドイツ系：19.7% - ノルウェー系：13.1% - アメリカ人：10.6% - イギリス系：9.1% - アイルランド系：7.7% - スウェーデン系：6.5% - フィンランド系：5.9% 第一言語による構成 - 英語：96.7 - スペイン語：2.5% | 年齢別人口構成 - 18歳未満: 23.4% - 18-24歳: 5.3% - 25-44歳: 22.2% - 45-64歳: 30.6% - 65歳以上: 18.5% - 年齢の中央値: 44歳 - 性比（女性100人あたり男性の人口） - 総人口: 100.1 - 18歳以上: 98.1 世帯と家族（対世帯数） - 18歳未満の子供がいる: 26.9% - 結婚・同居している夫婦: 61.4% - 未婚・離婚・死別女性が世帯主: 6.3% - 非家族世帯: 28.6% - 単身世帯: 24.4% - 65歳以上の老人1人暮らし: 10.6% - 平均構成人数 - 世帯: 2.42人 - 家族: 2.83人 収入と家計 - 収入の中央値 - 世帯: 39,444米ドル - 家族: 47,604米ドル - 性別 - 男性: 37,123米ドル - 女性: 27,938米ドル - 人口1人あたり収入: 19,063米ドル - 貧困線以下 - 対人口: 8.1% - 対家族数: 5.9% - 18歳未満: 11.0% - 65歳以上: 2.7% |

## 政府と政治
2008年アメリカ合衆国大統領選挙で、バラク・オバマがジョン・マケインを僅か16票差で破ってワカイアカム郡を制した。得票率では48.87%対48.17%だった。

### 法人化町
- キャスラメット -  郡庁所在地

### 統計調査指定地域
- イーストキャスラメット

### 未編入の町
- アルトゥーナ
- ブルックフィールド
- ダーリア
- ディープリバー
- エロコマンバレー
- グレイズリバー
- ピラーロック
- ピュージェットアイランド
- ロスバーグ
- スカモカワ

グレイズリバー、ロスバーグおよびディープリバーはワカイアカムという1つの地域社会とされることがある。